# Dendrobium erubescens
Dendrobium erubescens är en orkidéart som beskrevs av Rudolf Schlechter. Dendrobium erubescens ingår i släktet Dendrobium, och familjen orkidéer. Inga underarter finns listade i Catalogue of Life.